# Naobranchia variabilis
Naobranchia variabilis is een eenoogkreeftjessoort uit de familie van de Lernaeopodidae. De wetenschappelijke naam van de soort is voor het eerst geldig gepubliceerd in 1924 door Brian.